# Розен, Иван Фёдорович
Барон Ива́н Фёдорович Ро́зен (1797—1872) — генерал от артиллерии, начальник Михайловского артиллерийского училища, генерал-инспектор всех учебных заведений, почетный член Михайловской артиллерийской академии.

## Биография
Иван Фёдорович Розен родился в 1797 году, отец отставной полковник барон Фёдор Конрадович Розен, мать Каролина, урожденная графиня Сиверс.
Образование получил во 2-м кадетском корпусе, по окончании курса в котором, восемнадцати лет от роду, был произведён, 10 февраля 1814 года, в прапорщики в 6-ю артиллерийскую бригаду. С этой бригадой он совершил Заграничный поход, находясь в составе отряда графа К. К. Сиверса, занявшего Кенигсберг; затем, по окончании войны, он находился во Франции, в корпусе графа М. С. Воронцова, в окрестностях Мобежа.
20 января 1819 года он был переведён в 12-ю артиллерийскую бригаду, а 1 июня того же года произведён в подпоручики. С переименованием 12-й бригады в 7-ю барон Розен был 20 мая 1820 года зачислен в эту бригаду, но уже 22 июня следующего года состоялся перевод его в лейб-гвардии № 5 пешую батарейную роту. 17 декабря 1824 года он был произведён в поручики, 8 ноября 1828 года — в штабс-капитаны и 2 ноября 1829 года — в капитаны.
С началом в ноябре 1830 года Польского восстания барон Розен отправился в действовавшую против инсургентов армию и за отличие в сражении под Остроленкой был, 27 февраля 1831 года, произведён в полковники. Кроме того, за польскую кампанию он получил орден Св. Владимира 4-й степени и польский знак «Virtuti Militari» 3-й степени.
4 сентября того же года состоялось назначение барона Розена командиром батарейной № 1-й роты 3-й Гвардейской и Гренадерской артиллерийской бригады, а 17 сентября он был награждён орденом Св. Анны 2-й степени. 5 октября 1832 года он получил орден Св. Владимира 3-й степени с бантом. 6 января 1834 года барон Розен был переведён во 2-ю гвардейскую артиллерийскую бригаду с назначением командующим ею, а 9 ноября того же года Высочайшим приказом утверждён был в занимаемой должности.
6 декабря 1836 года барону Розену за беспорочную выслугу 25 лет в офицерских чинах был пожалован орден Св. Георгия 4-й степени (№ 5364 по кавалерскому списку Григоровича — Степанова), а в апреле 1838 г. он был назначен исправляющим должность начальника Артиллерийского училища, причём начальник артиллерии Отдельного Гвардейского корпуса, генерал-адъютант С. П. Сумароков в приказе от 27 апреля 1838 года по случаю оставления бароном Розеном артиллерии Отдельного Гвардейского корпуса отметил, что за четырехлетнее командование бароном Розеном 2-й гвардейской бригадой, она была приведена на весьма удовлетворительную степень как по хозяйственной, нравственной, так и фронтовой части, что он относил к деятельности её командира, и выражал сожаление, что в бароне Розене он лишается «примерного сотрудника и всеми уважаемого сослуживца».
Личные достоинства барона Розена и его обширные познания в артиллерийском искусстве послужили главной причиной его приглашения на службу в Артиллерийское училище. Князь И. А. Долгоруков, которому, как начальнику штаба по управлению генерал-фельдцейхмейстера, было Высочайше повелено иметь непосредственное наблюдение за Артиллерийским училищем, избрал барона своим помощником по управлению училищем, так как считал, что он по своему образованию, характеру и взглядом на воспитание молодых артиллеристов является наиболее подходящим лицом для должности начальника этого учебного заведения.
26 марта 1839 года барон Розен был произведён в генерал-майоры и утверждён в должности начальника Артиллерийского училища. Управлял он училищем в течение пятнадцати лет— по май 1853 года и за это время удостоился ряда орденов, в том числе Св. Станислава 1-й степени (в 1846 году) и Св. Анны 1-й степени (1851); 11 апреля 1848 года был произведён в чин генерал-лейтенанта.
Во время Крымской войны, когда части Петербургского военного округа были приведены в повышенную боеготовность из-за ожидавшейся высадки англо-французов, Розен был назначен военным губернатором столичной Васильевской части и распоряжался обустройством батарей и заготовкой припасов для гарнизона Санкт-Петербурга. За успешное выполнение этого поручения ему в 1855 году был пожалован орден Св. Владимира 2-й степени.
В 1858 году барону Розену был пожалован орден Белого Орла, а в 1864 году — 4013 десятин земли; в 1867 году он числился по полевой пешей артиллерии и в списках Михайловского артиллерийского училища. Произведённый 27 ноября 1870 года в генералы от артиллерии, он был почетным членом Михайловской артиллерийской академии.
Умер 7 сентября 1872 года в имении Гросс-Рооп в Лифляндии.
Любопытна «Записка», поданная бароном И. Ф. Розеном начальнику штаба князю И. А. Долгорукову 13 декабря 1845 года о преобразовании Артиллерийского училища; в ней встречается много здравых мыслей, свидетельствующих о том, как хорошо понимал барон Розен недостатки организации училища и как близко принимал к сердцу интересы артиллерийского ведомства. Как воспитатель, барон Розен был очень добр и старался воздействовать на воспитанников не столько обычными в то время суровыми мерами, сколько словом убеждения и личным примером безукоризненно честного человека.
Интересную характеристику Розена оставил на страницах журнала «Русская старина» автор, скрывшийся под псевдонимом «Старый артиллерист»:

Нашим начальником училища был барон Розен, прозванный юнкерами «пихтой», по замечательному наружному сходству с этим деревом. Действительно, угловатый нос, угловатый подбородок, седые и густые волосы, торчавшие на голове как иглы; наконец, очень высокий рост, совершенно прямой стан и худоба — всё это, взятое вместе, давало полное представление о хвойном дереве. Глаза у барона Розена были добрые, предобрые; да и в самом деле это был замечательно добрый человек, с рыцарским сердцем и безупречным благородством, но слабый умом и характером. Человек этот, без всякого сомнения храбрый в бою, был ужасным трусом перед начальством. Отличительной его чертой была ужасная рассеянность, доводившая его часто до нелепых положений.